# Chiesa della Madonna Addolorata (Villalago)

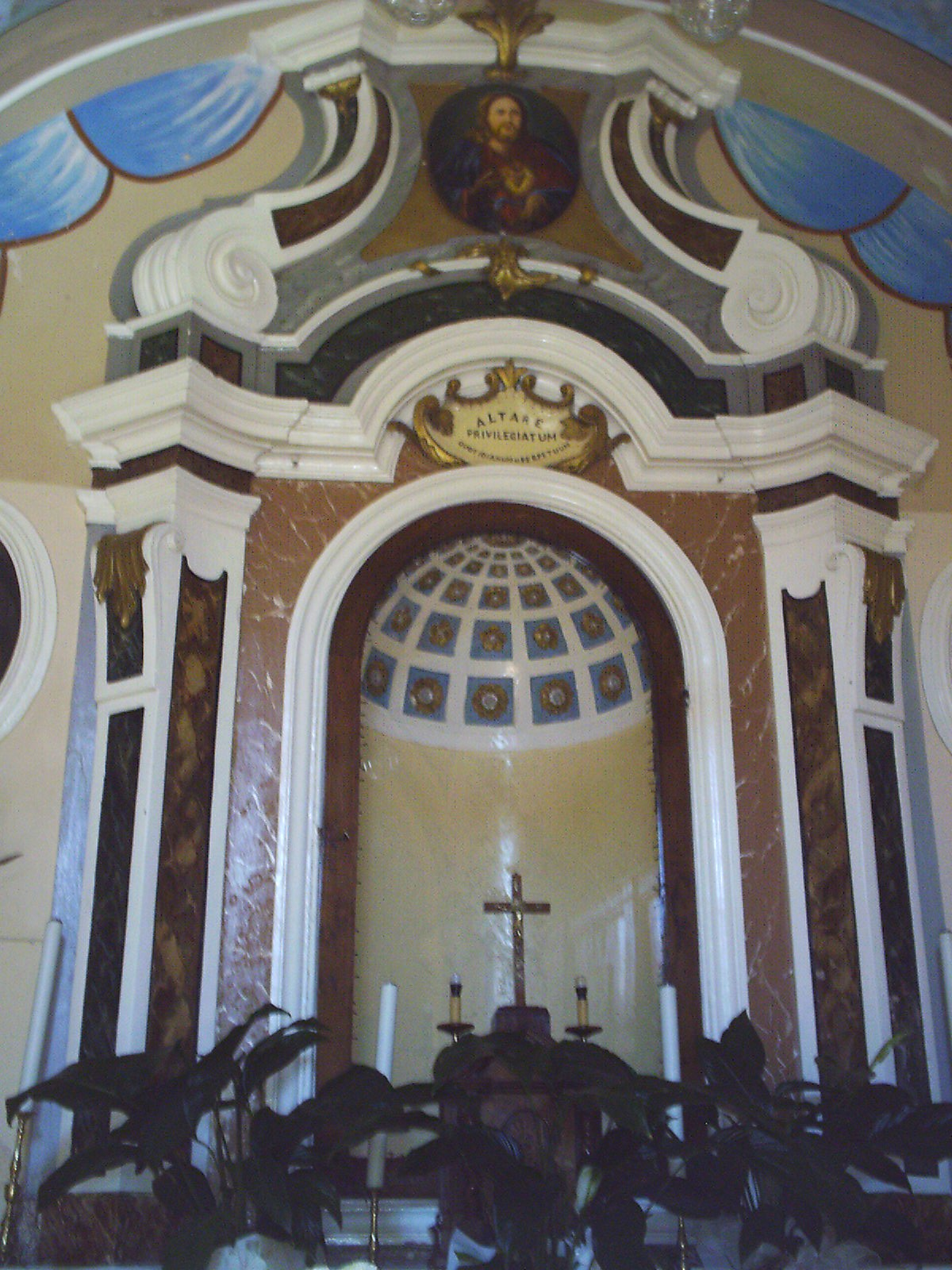
Interno

La chiesa della Madonna Addolorata si trova a Villalago, in provincia dell'Aquila. Vi si accede per mezzo di un cortile annesso al palazzo Lupi, un tempo sede di una delle più facoltose famiglie locali.

## Storia e descrizione
La chiesa nasce come cappella privata, donata alla locale parrocchia di Villalago sul finire del Novecento dagli originari proprietari.
Sicuramente è antecedente il 1652 quando fu visitata dal vescovo di Sulmona.
Alla fondazione fu chiamata "Oratorio di Santa Maria della Pietà o delli Morti".
Durante il feudo dei Lupi, che fecero costruire il palazzo che da loro prese il nome, la chiesa divenne cappella interna al palazzo.
L'interno è di forma quadrata in stile barocco-romanico con altare in stucco marmorizzato. Dietro l'altare vi è un'edicola con la statua della santa titolare della chiesa.
Ai lati, in alto, vi sono 2 cantori.
Ai tempi in cui la chiesetta apparteneva ancora alla famiglia Lupi la festa dell'Addolorata consisteva nel portare in processione la statua della Vergine, il tutto seguito da un rinfresco finale offerto dai proprietari. Oggi la processione si svolge appena all'imbrunire e il rinfresco viene sostituito dalla distribuzione di una ciambella e un bicchiere di vino rosso, destinati a tutti coloro che hanno partecipato alla processione.